# Erik de Mecklemburgo

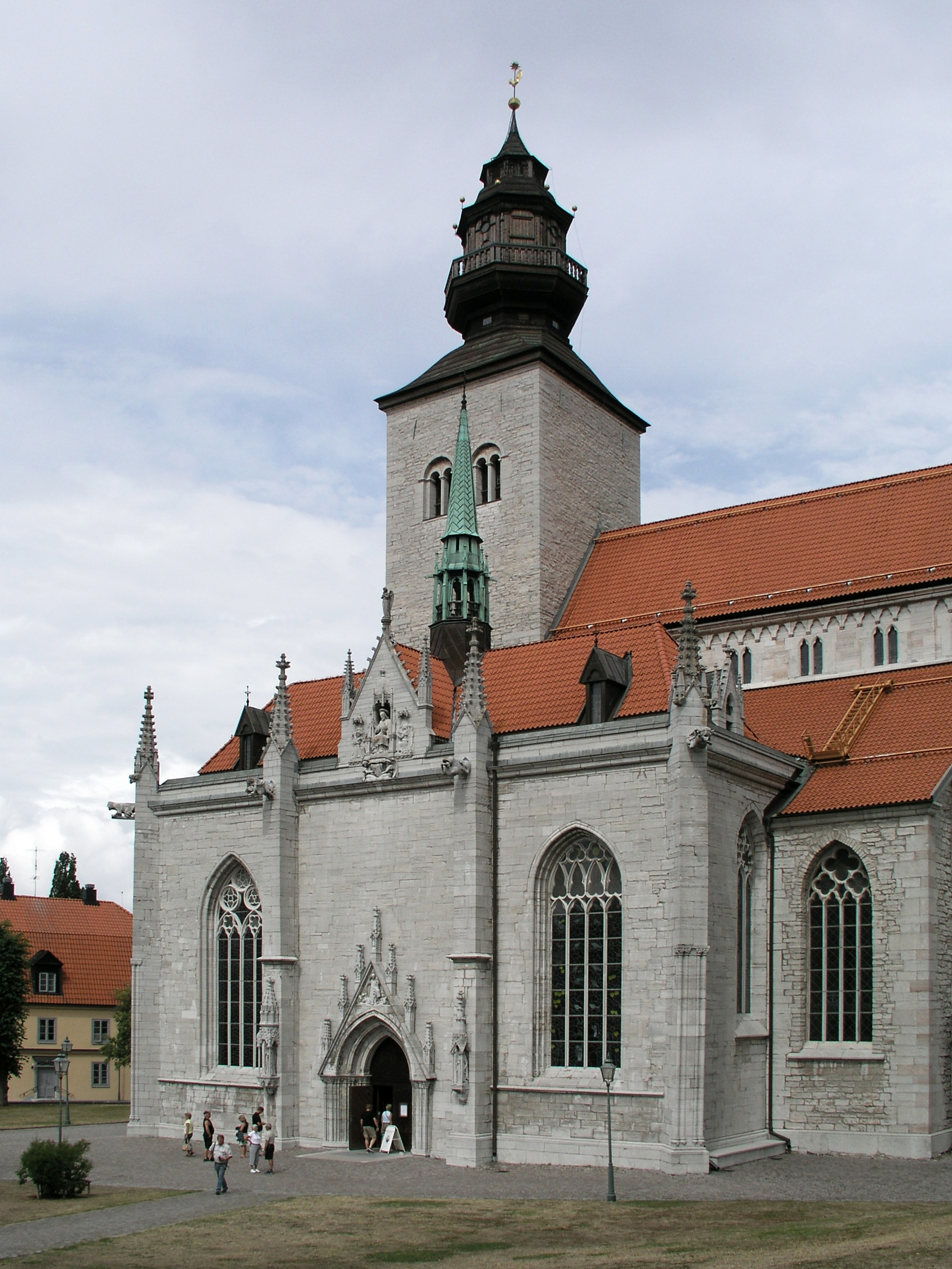
Erik fue enterrado en la catedral de Visby.

Erik de Mecklemburgo (Suecia, cerca de 1365 - Klintehamn, Gotland, Suecia, 26 de julio de 1397), fue un príncipe heredero de Suecia, primogénito de los reyes Alberto y Ricarda. Fue gobernante de Gotland y príncipe de Mecklemburgo.
Erik nació en un periodo turbulento en la historia de Suecia. Su padre tendría que lidiar con la rebelión de un sector de la población que no lo reconocía como gobernante legítimo. Al crecer, el príncipe Erik llegó a ser comandante del ejército al servicio de su padre y combatiría con las fuerzas danesas y noruegas que invadieron Suecia bajo las órdenes de Margarita I. Fue derrotado en la batalla de Falköping en 1389 y encarcelado junto al rey, episodio que sería el comienzo del fin del reinado de su padre.
Salió de prisión el 26 de septiembre de 1395. Logró aliarse con los mercenarios vitalianos que habían conquistado la isla de Gotland y pudo gobernar ahí. Intentaría apoderarse de Estocolmo, la plaza que aún resistía a Margarita.
Casó en febrero de 1396 con Sofía, la hija del duque Boleslao VI de Pomerania, el mismo día que su padre se casaba con Agnes de Brunswick-Luneburgo. Erik no tuvo hijos, pues falleció víctima de la peste en 1397, en su residencia en Gotland. Nunca renunció a sus derechos hereditarios. La ciudad de Estocolmo cayó en manos de la reina Margarita en 1398, y ese mismo año la Orden Teutónica tomó el control de Gotland. Alberto renunció formalmente a sus derechos en 1405.
Murió de la peste en 1397 en su finca llamada Landeskrone o Kronvall en Klintehamn, al sur de Visby (en Gotland). Fue enterrado en la iglesia de Santa María, también conocida como Catedral de Visby, donde se exhibe parte de su lápida original.